# 中藤敦
中藤 敦（なかふじ あつし、1902年10月15日 - 1966年10月18日）は関西で活躍した写真家である。
キリスト教の伝道師から　転職後、小石清との出会いにより、1937年（昭和13年）に、浪華写真倶楽部に入会し、戦時中は、小石清らと共に内閣情報局の元で写真協会（日本報道写真家協会）に属し、「写真週報」などで 報道写真を撮った。特に戦後の浪華写真倶楽部再建を花和銀吾、田中正規、本庄光郎らと共に労し、復活させた一人である。小石清、安井仲治等から指導・刺激を受け、独自のゴム印画を制作した。

## 生い立ち（略歴）
中藤敦（旧姓：山口）は1902年広島市生まれ、広島県立工業学校を卒業後、就職したが病を得、療養生活中にキリスト教に出会い、1922年（大正11年)10月に洗礼を受けた。その後セブンスデー・アドベンチスト教団神学校「天沼学院」を卒業し、札幌で伝道生活を送る。1923年(大正12年)の関東大震災では東京の教会にて被災。結婚後、東京市外大森町にある大森講義所で伝道師として従事する。1929年（昭和4年）～1931年、門司教会で副牧師として働いた。七年間の伝道生活の後、大阪砲兵工廠に就職。職場にあった写真クラブO.C.G.（小石清指導）に顔を出し、写真と接点を持つ。プラモデル屋、豆乳屋、などを営む。浪華写真倶楽部に入会後、同会展も含めて、いくつかの写真展で入選を果たし、「飛騨の顔」「飛鳥路」「淡路島」「隠岐の島」等の個展開催した。戦後の同倶楽部で、指導員、浪展審査員として後輩を育成した。その中には津田洋甫、高田誠三などがいる。また独自の暗室技術によりカラーのゴム印画制作に取り組んだ。報道写真、風景写真などの作品を写真雑誌等に多数発表。「アサヒカメラ」では撮影地案内などを、「カメラ毎日」では、指名質問というコーナーで交代で愛読者からの質問に答え、撮影のコツなどを回答した。写真画材店の経営もしていた。戦後、日本報道写真連盟の創設に参加して昭和37年まで理事として活躍、カラー写真展では日本で先鞭をつけた。関西カラーラボ協会理事長、また毎日広告デザイン賞では審査員を務め、大阪府職業補導所写真科講師、大阪写真材料商組合理事などを歴任した。浪華写真倶楽部で、戦後間もない時期の代表格の一人として活躍し、関西写壇に欠かせない写真家の一人であった。キリスト者としては1948（昭和23）年、日本基督教団玉出教会に転入会し、1966年、64歳で召天した。死後妻の中藤まつゑも写真家となった。

## 代表作
- 「バレエ」1939年、ゼラチン＝シルバー・プリントに着色、40ｘ43ｃｍ、ネガ表現によるバレーの動きとデカルコマニーの効果を巧みにモンタージュし幻想的空間を創り出した作品。
- 「無題」（ゴム印画）昭和35年
- （全日本写真連盟関西本部　60周年記念名作展60名による代表作の60品に出品）
- 戦前は日本写真美術展（毎日新聞主催）に入選、文部大臣賞、情報局賞を得た。
- 「国際写真サロン」に「砂丘」を出展
- 1940年第14回日本写真美術展に「初秋」が入選。
- 1943年第16回日本写真美術展、第三部（報道写真）にて推薦一席を得た[15]。
- 戦後3回目の第12回全日本寫眞連盟主催「日本写真サロン」にて「秋の藍田」と「秋色」が特選（第一部）を得た。1950年(昭和25年)[16]
- 横浜美術館に作品数点（トルソ、十一面観音、石仏、春の窓、静物、スフィンクスほか）を寄贈。同美術館カタログに掲載される。
- 2007年度、東京都写真美術館に作品3点を寄贈。「バレー」(1939)「花」(1950)「仏頭」(1961)全てゼラチン・シルバー・プリント
- 大阪中ノ島美術館コレクション中藤敦作品８点

## 著作
- 『北陸への旅』教養文庫　中藤敦著　社会思想社　1963年6月　200円

## 展覧会
- 49回浪展　中藤敦遺作展併催　大阪そごう2Fギャラリー　1967年6月29日～7月4日
- 故・中藤敦　回顧展　大阪　心斎橋ニコンサロン(Nikon Salon)　1975年2月9日(日)～15日(土）
- 関西写真家たちの軌跡100年前期展 兵庫県立美術館ギャラリー　2007年5月3日～5月10日
- 「アートと人と。美術館 meet the collection」 横浜美術館、「仏像」が展示される。2019年4月13日～6月23日（作品リスト）